# تناسب (رياضيات)

المتغير "y" متناسب مع المتغير "x".

في الرياضيات، يقال عن متغيرين اثنين إنهما متناسبين إذا كان تغير أحدهما يؤدي حتما إلى تغير الآخر، و يُحصل على قيم المتغير الثاني بضرب قيم المتغير الأول في عدد معين ثابت ما. هذا العدد الثابت المعين يسمى معامل التناسب.
{\displaystyle {\frac {2}{1}}={\frac {6}{3}}={\frac {3}{1{,}5}}=2}

## أمثلة
- إذا سافر جسم ما، بسرعة ثابتة، فإن المسافة المقطوعة متناسبة مع الوقت الذي استغرقه هذا الجسم في قطع هذه المسافة. معامل التناسب في هذه الحالة هو تلك السرعة.
- محيط دائرة متناسب مع قطرها. معامل التناسب هو الثابتة {\displaystyle {\pi }}.